# Вест-Монро (Мічиган)
Вест-Монро (англ. West Monroe) — переписна місцевість (CDP) в США, в окрузі Монро штату Мічиган. Населення — 3227 осіб (2020).

## Географія
Вест-Монро розташований за координатами 41°54′51″ пн. ш. 83°25′54″ зх. д. / 41.91417° пн. ш. 83.43167° зх. д. (41.914035, -83.431604).  За даними Бюро перепису населення США в 2010 році переписна місцевість мала площу 3,23 км², з яких 3,19 км² — суходіл та 0,03 км² — водойми.

## Демографія
Згідно з переписом 2010 року, у переписній місцевості мешкали 3503 особи в 1350 домогосподарствах у складі 907 родин. Густота населення становила 1085 осіб/км².  Було 1455 помешкань (451/км²).
Расовий склад населення:
| - 93,7 % — білих - 2,2 % — чорних або афроамериканців - 0,3 % — азіатів - 0,2 % — корінних американців - 1,3 % — осіб інших рас |

До двох чи більше рас належало 2,3 %. Частка іспаномовних становила 4,0 % від усіх жителів.
За віковим діапазоном населення розподілялося таким чином: 25,9 % — особи молодші 18 років, 63,9 % — особи у віці 18—64 років, 10,2 % — особи у віці 65 років та старші. Медіана віку мешканця становила 34,0 року. На 100 осіб жіночої статі у переписній місцевості припадало 98,8 чоловіків;  на 100 жінок у віці від 18 років та старших — 95,8 чоловіків також старших 18 років.
Середній дохід на одне домашнє господарство  становив 44 141 долар США (медіана — 33 892), а середній дохід на одну сім'ю — 48 915 доларів (медіана — 41 250). Медіана доходів становила 35 517 доларів для чоловіків та 27 708 доларів для жінок. За межею бідності перебувало 25,1 % осіб, у тому числі 50,2 % дітей у віці до 18 років та 3,9 % осіб у віці 65 років та старших.
Цивільне працевлаштоване населення становило 1480 осіб. Основні галузі зайнятості: виробництво — 21,6 %, роздрібна торгівля — 15,9 %, науковці, спеціалісти, менеджери — 15,3 %, освіта, охорона здоров'я та соціальна допомога — 14,9 %.